# Phare de Zumaia
Le phare de Zumaia est un phare situé sur Monte Atalaya à Zumaia, sur la rive ouest de l'estuaire de la rivière Urola, dans la province du Guipuscoa (Pays basque) en Espagne.
Il est géré par l'autorité portuaire du Port de Pasaia.

## Histoire
Dans la seconde moitié du 19e siècle, la croissance de l'industrie du ciment proche de Zumaia a provoqué l'augmentation du trafic portuaire dans cette ville. Le danger de l'entrée du port a conduit à la construction d'un phare sur le Mont San Telmo, près de la tour de guet, en 1870. À cette époque le Mont Atalaya avait pas encore de communication terrestre avec Zumaia. La lumière originale était montée sur une tour de 18 m de haut.
Après les guerres carlistes un phare a été construit sur le Mont Atalaya en 1881 et a été mis en service en 1882. Il a d'abord fonctionné à l'huile d'olive puis il a été électrifié en 1925 en même temps qu'à l'installation d'un système optique plus moderne.
C'est une tour octogonale en maçonnerie, avec lanterne sur galerie, attachée au front d'une maison de gardiens de 2 étages. Tout le bâtiment est peint en blanc, sauf la corniche de l'habitation, la galerie et la lanterne qui sont peints en bleu.
Identifiant : ARLHS : SPA003 ; ES-00370 - Amirauté : D1493 - NGA : 1808 .
|                    |
| Le phare de Zumaia |

|          |
| Le phare |